# Líbano en los Juegos Olímpicos de Oslo 1952
Líbano estuvo representado en los Juegos Olímpicos de Oslo 1952 por un deportista masculino que compitió en esquí alpino.
El equipo olímpico libanés no obtuvo ninguna medalla en estos Juegos.